# Mansschild
Mansschild of rotsjasmijn (wetenschappelijke naam: Androsace) is een geslacht van rotsplanten binnen de sleutelbloemfamilie (Primulaceae). Er zijn vele tientallen soorten, die alle groeien in de arctische en alpiene vegetatiezones van het noordelijk halfrond, vooral in de hooggebergtes van Azië en Europa.

## Kenmerken
Mansschilden zijn lage, bodembedekkende en kruidachtige planten die goed tegen felle zon bestand zijn en vaak tussen rotspartijen groeien. De meeste soorten zijn stengelloos (acaulescent), met de loofbladeren in uit de grond komende rozetten gerangschikt. Als zich aan de stengel wel bladeren bevinden, zijn deze afwisselend gerangschikt.
De bloemen staan meestal in schermen van meerdere bloemen op een steel. Ze hebben vijf kroonbladeren en meestal zeer korte meeldraden. Afhankelijk van de soort is de bloemkleur wit, roze, violet of rood. Na de bloei groeit er een kleine doosvrucht, die gevleugelde zaden bevat.

## Taxonomie
Er zijn meer dan 120 soorten mansschild, waarvan er meer dan 70 in China groeien. De in de Alpen groeiende soort Androsace alpina (Zwitsers of alpenmansschild) heeft witte bloemen en is karakteristiek voor de alpenweide.
... · 
Anagallis (Guichelheil) · 
Androsace (Mansschild) · 
Ardisia · 
Centunculus · 
Coris · 
Cortusa · 
Cyclamen (Cyclaam) · 
Dionysia · 
Glaux · 
Hottonia · 
Lysimachia (Wederik) · 
Myrsine · 
Primula (Sleutelbloem) · 
Samolus · 
Soldanella (Kwastjesbloem) · 
Trientalis · 
Vitalania · 
...